# افالترباخ
أفالترباخ هي بلدية في منطقة لودفيغسبورغ في بادن فورتمبيرغ تقع في جنوب ألمانيا بالقرب من مدينة شتوتغارت.
وتشتهر المدينة بأنها الموقع الحالي لمصنع مرسيدس AMG.

## جغرافياً
تقع أفالترباخ في الجزء الشرقي من حوض نيكار على بعد حوالي خمسة كيلومترات جنوب شرق مارباخ أم نيكار على المنحدر الشرقي الأدنى لمنطقة لفيف. تقع أعلى نقطة في البلدية على ارتفاع حوالي 365 مترًا فوق مستوى سطح البحر.